# Claudia Lage
Claudia Lage Flores Menezes é uma escritora brasileira.

## Biografia
Venceu os concursos de contos Rio Arte Stanislaw Ponte Preta (em 1996, com A hora do galo) e Guimarães Rosa/Radio França Internacional (em 2001, com Uma alegria).
Seu romance Mundos de Eufrásia foi finalista do Prêmio São Paulo de Literatura de 2010 na categoria Autor Estreante.
Na televisão, foi uma das autoras de Lado a Lado (em parceria com João Ximenes Braga), que em 2013 conquistou o Prêmio Emmy Internacional de melhor telenovela..
Em 2019 Ganhou o Prêmio São Paulo de Literatura com o livro O Corpo Interminável como melhor romance de ficção. De acordo com a pesquisadora Vera Lúcia Follain de Figueiredo, da PUC-Rio, este livro atualiza uma espécie de narrativa sobre a ditadura militar das gerações que se seguiram.

## Filmografia
| Ano  | Trabalho     | Emissora | Escalação        | Parceiros Titulares |
| ---- | ------------ | -------- | ---------------- | ------------------- |
| 2009 | Viver a Vida | TV Globo | colaboradora     | Manoel Carlos       |
| 2012 | Lado a Lado  | TV Globo | autora principal | João Ximenes Braga  |